# Hotaru Tomoe
Format:Infobox animanga character
Sailor Saturn (セーラーサターン Sērā Satān?)este un caracter ficțional în Franciza Sailor Moon  a lui  Naoko Takeuchi. Spiritul ei se află în interiorul lui Hotaru Tomoe de 15 ani Hotaru Tomoe (土萠 ほたる Tomoe Hotaru?), care seamănă îndeaproape cu ea, un membru al Sailor Senshi din Regatul Lunii în timpul epocilor Mileniului de Argint,reîncarnări supranaturale ale planetelor și stelelor care protejează Sistemul solar de rău. 
Sailor Saturn este a zecea și ultima dintre Sailor Senshi care a fost descoperită, posedând puteri asociate cu tăcerea și ruina, nimicul, distrugerea, moartea, și renașterea care a făcut-o o potențială amenințare, deoarece poate eradica o planetă și chiar un întreg sistem stelar sau să-i reseteze evoluția.

## Profile
Cu câțiva ani înainte de poveste, Hotaru avea opt ani și locuia cu părinții ei în cartierul Sankakusu din Tokyo înainte de o furtună ciudată care a provocat un incendiu care a ucis-o pe mama ei Keiko și a lăsat-o chiar în pragul morții. Ulterior, recunoscând că era menită să moară la vremea respectivă, viața lui Hotaru s-a prelungit nefiresc prin ambele acțiuni ale tatălui ei  Souichi Tomoe transformând-o într-un cyborg și devenind gazdă a Daimon-ului Mistress 9, a cărei prezență a făcut ca trupul lui Hotaru să sufere de convulsii. Purtând haine care să-i ascundă corpul alterat, neștiind de existența lui Mistress 9, Hotaru nu avea prieteni înainte de întâlnirea cu Chibiusa.
În momentul în care Hotaru și-a dat seama de existența lui Mistress 9, își pierde corpul în Daimon în timp ce fură Cristalul de Argint al Chibiusei pentru a-și recăpăta pe deplin puterea. Hotaru este, de asemenea, dezvăluită a fi reîncarnarea lui Sailor Saturn, care a fost responsabil pentru distrugerea ultimelor rămășițe ale Mileniului de Argint al Regatului Lunii căzute, astfel încât să poată începe din nou Pământul. Acest fapt și puterea ei au făcut-o temută de Gardienii exteriori, deoarece inițial intenționau să o ucidă pe Hotaru și să-i sigileze sufletul înainte de a se putea trezi și distruge Pământul. Însă Hotaru, aparent distrus când Mistress 9 s-a smuls din corpul omului, a sfârșit să se trezească ca Saturn, când a apărut maestrul Faraon și Sailor Moon a murit într-un gambit. Deși Saturn intenționa să distrugă Pământul împreună cu Faraonul 90, ea își ține mâna când o vede pe Sailor Moon în viață și consideră că distrugerea Pământul, astfel încât să fie reînnoit pentru noul Mileniu de Argint nu este necesar. Apoi îl conduce pe Faraon 90 în domeniul său, în timp ce se sacrifică pentru a se asigura că va rămâne prins, deși restaurarea lui Sailor Moon o readuce pe Hotaru pe Pământ ca un prunc uman. Cu Tomoe mort, Hotaru devine fiica adoptată a  Haruka Tenoh,  Michiru Kaioh și  Setsuna Meioh în timp ce cei patru locuiesc la o casă a Imperiului Victorian .
În primul anime, povestea lui Hotaru este în mare parte aceeași, cu excepția faptului că nu a fost modificată într-un cyborg, iar Mistress 9 a avut o influență mai puternică, care a jucat un rol în a fi ostracizată de colegii de clasă. Tatăl ei a supraviețuit și înfrângerii Death Busters și i s-a permis să o creasca până când Sailor Pluto îi cere ajutorul în prima parte a lui  Sailor Moon Stars .
Vârsta lui Hotaru fluctuează în timpul seriei; ea este introdusă pentru prima dată ca o vârstă de 12 ani, renaște ca un copil, se dezvoltă rapid într-un copil mic în jurul vârstei de 4, 5 sau 8 ani, apoi ajunge la vârsta cronologică adecvată după o epifanie metafizică.
În materialele muzicale, profesorul Tomoe este prezent doar în câteva etape, deși Sailor Saturn apare în fiecare muzicală de la a treia. În materialele muzicale în care Tomoe este absent, Hotaru este prezentat ca fiind în grija lui Haruka și Michiru. În timpul  Ultimul Dracul Jokyoku , Hotaru este prezentat în grija profesorului Tomoe, știind despre existența Sailor Senshi, nefiind totuși trezit ca Sailor Saturn până la jumătatea muzicalului.
Naoko Takeuchi, creatoarea seriei, o descrie ca fiind delicată, liniștită, precoce și fără expresie.

## Aspecte și forme
Ca personaj cu diferite încarnări, puteri speciale, transformări și o viață îndelungată, practic, cuprinsă între epoca Mileniului de Argint și secolul 30, Hotaru câștigă mai multe aspecte și aliasuri pe măsură ce seria progresează.

### Mistress 9
Format:Articolul principal
În timpul celui de-al treilea arc de poveste al manga și al adaptărilor anime, trupul lui Hotaru a fost deținută de un Daimon parazit cunoscut sub numele de  Mistress 9 . În cele din urmă, stăpâna 9 a preluat corpul lui Hotaru și l-a denaturat într-o formă asemănătoare adulților, în cele din urmă distrugându-l atunci când stăpâna se smulge din corpul ei gazdă. În primul anime, păstrându-și simțul și sfidând parazitul ca în manga și Sailor Moon Crystal, Hotaru s-a trezit ca Saturn și a distrus-o pe Mistress 9 cu prețul corpului.